# Ramón Reyes Juan
Ramón Reyes Juan, más conocido como Ramonet o Ramunet (Barcelona, 16 de julio de 1946-ibídem, 26 de enero de 2015) fue un músico español, considerado una de las figuras de la rumba catalana.

## Biografía
Fan de Elvis, hombre enérgico, vital y activo, era hermano del también músico Peret Reyes. Publicó su primer disco en 1966 con el título Ramonet y sus rumberos bajo el sello Sonoplay (El partido, Bacalao salao, Tic tac ...), si bien abandonó la música un largo período por la venta ambulante. Regresó de la mano de su hermano con el álbum ¡Marcha, marcha! en 1991 —producido por Peret— donde se apreció sus características dentro de la rumba, «más cercana al rock y al soul que sus compañeros de generación» y alguna pieza que se consideró un cruce de los ritmos del flamenco y el rock. El tema principal del elepé fue un éxito que más tarde versionó, también con éxito —Grammy Latino al mejor disco compacto pop— la cantante Rosario Flores con Muchas flores. Tras un nuevo alejamiento de la música, volvió con Rumba fina (2006) y Señor (2014). Falleció de cáncer en enero de 2015.